# ستيفن موراي (ممثل)
ستيفن موراي (بالإنجليزية: Stephen Murray)‏ هو ممثل بريطاني (وحمل سابقاً جنسية المملكة المتحدة لبريطانيا العظمى وأيرلندا)، ولد في 6 سبتمبر 1912 في المملكة المتحدة، وتوفي في 31 مارس 1983 بلندن في المملكة المتحدة.

## وصلات خارجية
- ستيفن موراي على موقع IMDb (الإنجليزية)
- ستيفن موراي على موقع ميوزك برينز (الإنجليزية)
- ستيفن موراي على موقع قاعدة بيانات الفيلم (الإنجليزية)